# Landezone (Luftfahrt)

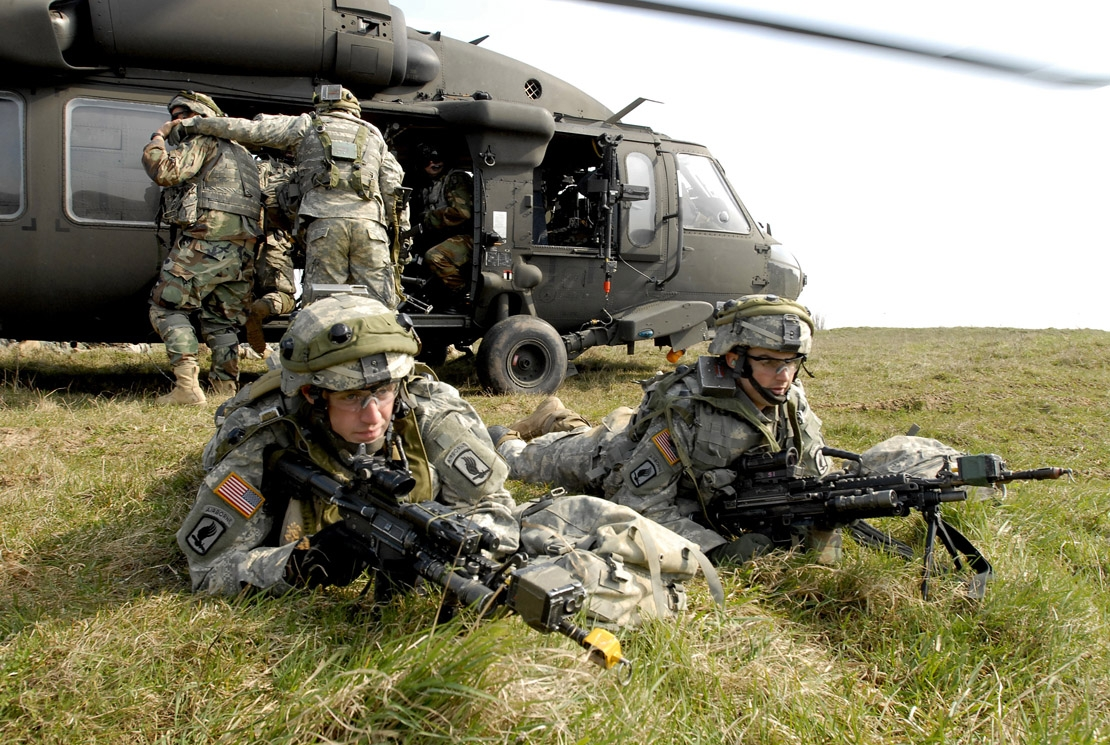
Soldaten der United States Army sichern eine Hubschrauber-Landezone

Landezone ist ein Gebiet, auf dem Luftfahrzeuge eine Landung ausführen können.
Die Voraussetzungen für eine Landezone sind abhängig von der Anfluggeschwindigkeit, Anflugrichtung, dem Landegewicht und der Größe des Luftfahrzeugs ein tragfähiger und ebener Untergrund, Hindernisfreiheit und Einsehbarkeit. Landezonen unterscheiden sich von Landeplätzen durch das Fehlen von verdichteten bzw. befestigten (betonierten oder asphaltierten) Oberflächen, baulichen Einrichtungen (Hangar, Tower) und stationären Versorgungseinrichtungen (Befeuerung, Betankungsanlage).

## Markierung militärischer Landezonen

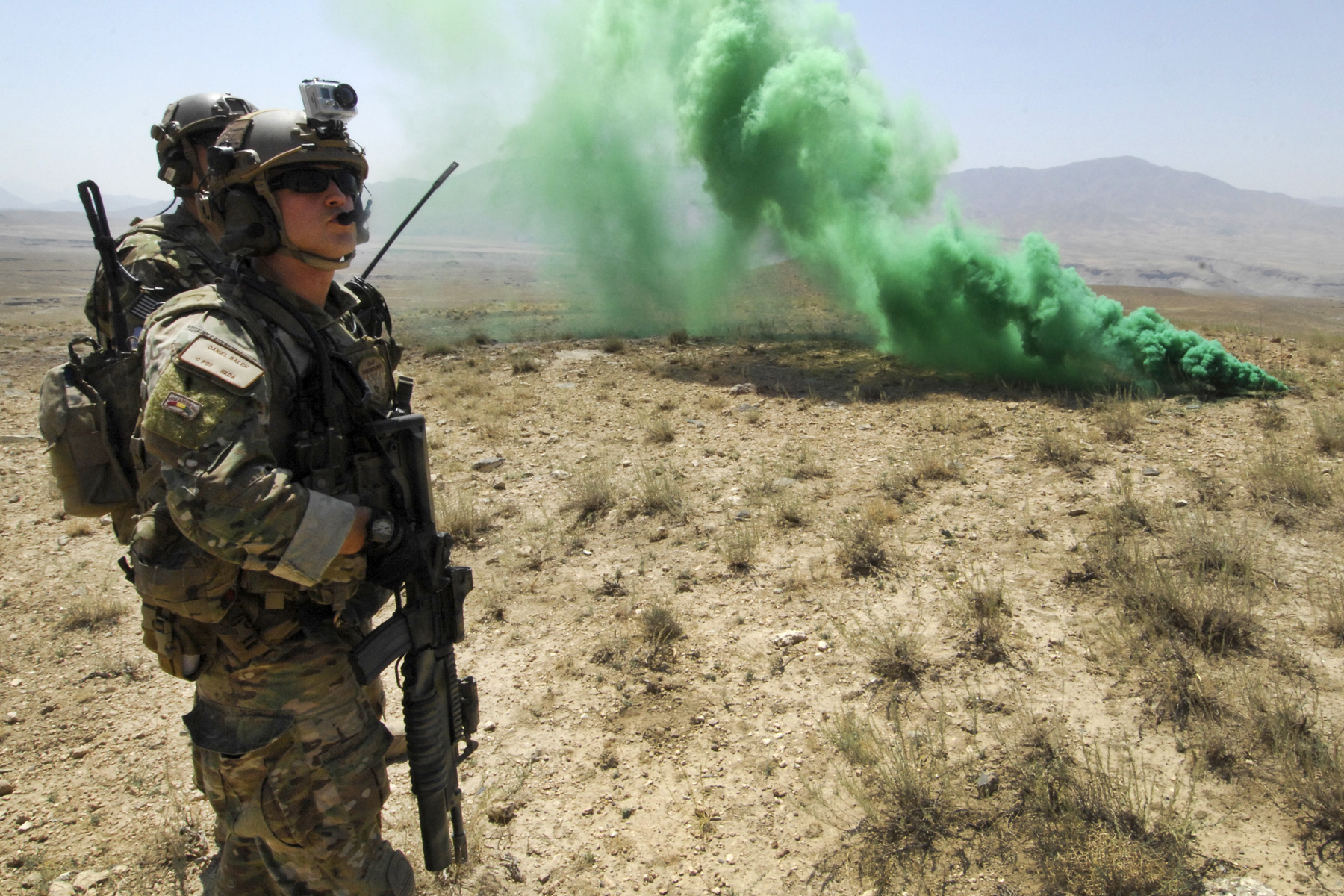
Eine grüne Rauchgranate markiert eine LZ bei der Bagram Air Base, Afghanistan, 2012

Die Landezone mit dem Landebereich wird am Tag durch die Bodenstreitkräfte mit farbigem Rauch mit einer Rauchgranate markiert. Der einfliegende Pilot meldet über Sprechfunk an die Einsatzleitgruppe in der Landezone dessen Farbe. Rauch mit unterschiedlichen Farben oder in Rot zeigt an, dass die Landezone vom Gegner aufgeklärt wurde oder unter Feuer liegt. Der Pilot kann dann den Landeanflug abbrechen. Bei Nacht wird die Landezone durch eine Stroboskoplampe, Scheinwerfer, bedingt mit Taschenlampen oder Leuchtstäben oder Bengalische Feuer markiert. Grün steht dabei immer für Landezone frei, rot für Landezone blockiert. Ein Marker als Referenzpunkt hilft dem Piloten bei der Tiefenwahrnehmung bei diffusen Sichtverhältnissen. Hubschrauberlandezonen werden durch ein H, T oder ein umgedrehtes Y am Boden markiert.

## Taktische Landezonen
Taktische Landezonen (TLZ) sind Landezonen, die auf einem Gefechtsfeld für das Absetzen von Infanterie und Nachschub und für die Verwundetenrettung (MedEvac) genutzt werden. Diese werden in einem Bereich eingerichtet, der weniger umkämpft oder besser zu verteidigen ist, als das offene Gefechtsfeld. Die eingesetzten Soldaten und Piloten werden für diese Art des Lufttransports besonders geschult. Nach dem Absetzen der Soldaten sichern diese umgehend die Landezone durch einen Verteidigungsring. Zusätzlich wird die Landezone durch einen Doorgunner und einen begleitenden Kampfhubschrauber gesichert.

### Voraussetzungen
Das Standardization Agreement (STANAG 2999) der NATO legt mehrere Voraussetzungen für Landezonen fest. Die Oberfläche in der Mitte der Aufsetzfläche muss eben und ausreichend tragfähig sein, um das Gesamtgewicht eines voll beladenen Luftfahrzeugs aufnehmen zu können, sodass dieses starten und landen kann ohne einzusinken. Gemäß NATO-Definition sind dabei folgende Massen anzunehmen:
- 750 kg für Aufklärungshubschrauber
- 4.000 kg für leichte Transporthubschrauber
- 10.000 kg für mittelschwere Transporthubschrauber

Der gesamte Landebereich sollte nach Möglichkeit von losem Material und Sand-/Staubhaufen geräumt sein, die durch den Abwind von drehenden Hauptrotoren aufgewirbelt werden können und dem Piloten durch Brownout die Sicht und Orientierung einschränken. Auch sind entzündliche Materialien, Flüssigkeiten und Vegetation zu entfernen. Die Hangneigung im Landebereich sollte gleichmäßig sein und ein Gefälle von 7 ° (bzw. 3 ° bei Nacht) nicht überschreiten. Sandige und staubige Oberflächen sind entweder zu stabilisieren oder abzudecken, um einen Brownout durch Sand und lose Erde zu verhindern. Schnee ist zu verdichten oder zu entfernen, um ein Whiteout zu verhindern.

## Terminologie
Die NATO definiert eine Landezone als “a specified zone used for the landing of aircraft on land” und kürzt den Begriff mit LZ ab.
Der Begriff „Landezone“ hat in der militärischen Terminologie homonyme Bedeutungen für ein Gebiet, auf dem amphibische Streitkräfte an Küsten anlanden, und einen Landeplatz beim Fallschirmspringen.
Bei den Streitkräften der Vereinigten Staaten beschreibt eine „landing zone“ einen Bereich, innerhalb dessen ein oder mehrere Luftfahrzeuge, hier insbesondere Militärhubschrauber, auf ihrer zugewiesenen „landing site“ aufsetzen können.
Die Streitkräfte des Commonwealth unterschieden zwischen einer „landing zone“, der Landegegend (z. B. einem Tal), einer „landing area“, auf der die Landung durchgeführt wird (z. B. einem Feld), und dem „landing point“, auf dem das Fluggerät aufsetzt.

## Vietnamkrieg

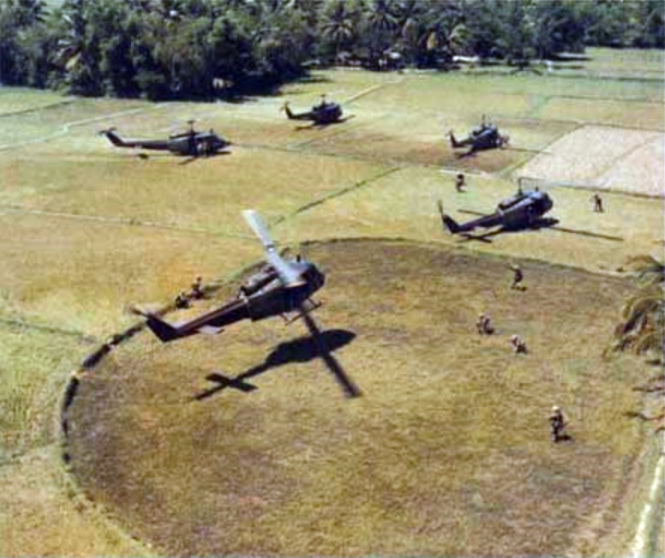
Bell UH-1D Huey Hubschrauber nehmen Soldaten der 1st Cavalry Division auf während einer Operation 1966 in der Bong Son Ebene, Vietnam

Während des Vietnamkriegs wurden Bodentruppen durch Hubschrauber in Landezonen abgesetzt, da dies die schnellste Methode für den Transport von Infanterie und Nachschub war. Landezonen erlaubten es den Truppen dabei, dichter an die Gefechtslinie oder sogar dahinter zu verlegen. Die meisten Landezonen waren nur temporär und wurden durch das Räumen von Primärwäldern eingerichtet. Zum Einsatz kamen dabei spezielle Fliegerbomben vom Typ Daisy Cutter, die durch eine starke Explosions-Druckwelle eine Lichtung schufen.

## Afghanistan
Sowohl die Streitkräfte der Sowjetunion (1979–1989) als auch die Koalitionskräfte nutzten im Krieg in Afghanistan (2001–2021) aufgrund des rauen Geländes, der großen Distanzen, der mangelhaften Verkehrsinfrastruktur und der größeren Exposition von Truppenbewegungen durch Landmarsch intensiv den Lufttransport in Landezonen, insbesondere auf Höhenpunkte, von denen sie von oben nach unten operieren konnten.